# Apion ervi
Apion ervi är en skalbaggsart som beskrevs av Kirby 1808. Apion ervi ingår i släktet Apion, och familjen spetsvivlar. Arten är reproducerande i Sverige.